# 卑詩省1號公路
卑詩省1號公路是加拿大卑詩省的一條東西向公路，屬於加拿大橫貫公路的一部分，貫穿卑詩省南部，西起维多利亚市達拉斯道，東端在卑詩省與艾伯塔省省界駁上艾伯塔省1號省道，全長981公里，連同依靠卑詩渡輪橫渡喬治亞海峽的水路旅程則長1039公里。

## 溫哥華島段
1號公路溫哥華島段於1941年獲取該編號，南起該島南部的省會维多利亚，原本北至坎貝爾河以北的小鎮科爾西灣（Kelsey Bay），到1953年則改以乃磨市中心為北端，在此以北的路段則改編為19號公路。隨著卑詩渡輪於1961年接管乃磨啓航灣（Departure Bay）與西溫哥華馬蹄灣之間的汽車渡輪航線，1號公路溫哥華島段亦於同年改以啓航灣為北端。

## 低陸平原段

1號公路低陸平原段走線

1號公路低陸平原段如溫哥華島段般，於1941年獲取該編號，當時其西端終點位於溫哥華市内，跟隨京士威道橫跨溫哥華和本拿比，在新西敏菲沙河畔駁上帕圖洛橋進入素里，其後跟隨菲沙公路橫跨亞博斯福和智利域後抵達合普。公路的西端終點於1959年沿獅門橋往西伸展至西溫哥華馬蹄灣。
介乎亞博斯福和智利域之間的路段於1962年由新建高速公路路段取代，而1號公路編號亦轉到該段高速公路。省府卻於1964年將亞博斯福和智利域之間的1號公路編號轉回原有的普通公路路段；高速公路路段則於同期延伸至西溫哥華（但沿途仍於數處設有交通燈平交路口），並編號為401號公路。
西溫哥華至智利域之間的高速公路路段再於1971年至1972年間重新編為1號公路，並維持至今；原有的1號公路則改編為1A公路。智利域至合普之間的路段於1986年升格為高速公路資格，而西溫哥華至智利域之間路段僅餘的交通燈平交路口則於1990年代陸續改建為立體交匯處，1號公路低陸平原段自此全線達致高速公路資格。

### 走線

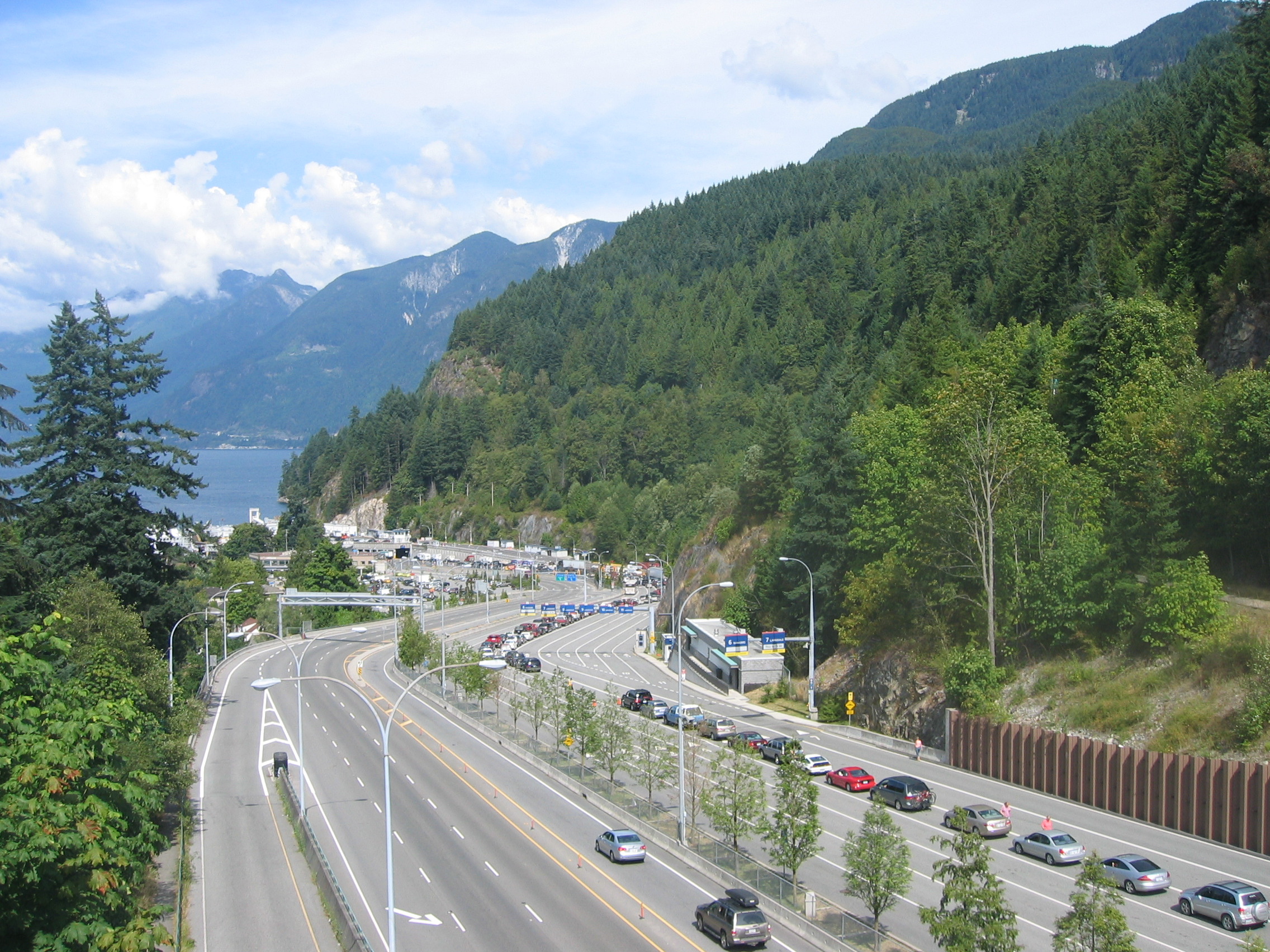
西溫哥華馬蹄灣卑詩渡輪碼頭一帶的1號公路

1號公路低陸平原段全長170公里，西起西溫哥華馬蹄灣的卑詩渡輪碼頭。公路自此往東伸延14公里，介乎2號出口和13號出口之間的路段與99號公路共構。公路其後往東伸延9公里，途經北溫哥華區和北溫哥華市，沿途設有7個交匯處，抵達布勒内灣畔並駁上鋼鐵工人紀念第二海峽橋，通往溫哥華市。此段位於西溫和北溫的1號公路又稱高地公路（Upper Levels Highway）。
1號公路於溫哥華市内4公里長的路段是該市内唯一一段高速公路。公路在喜士定公園東側進入卡斯亞隧道（Cassiar Tunnel），跨越界限道（Boundary Road）後進入本拿比市範圍，在該市内路段長11公里。公路其後進入高貴林市，往東伸延7公里，與7號公路交匯後抵達菲沙河畔並駁上曼港橋通往素里。
1號公路於素里市内路段長12公里，設有三個交匯處，當中於53號出口與15號和17號公路交匯。介乎溫哥華固蘭圍公路（Grandview Highway）和素里152街的1號公路來回方向各有3至4條行車線，當中一條為高乘載車道。省府於1998年在1號公路增辟上述高乘載車道，以鼓勵民眾改以共乘車輛方式通勤，項目耗資6200萬加元。公路其後進入蘭里區，在區内路段長18公里，亦設有三個交匯處：58號出口通往金穗大橋、66號出口與10號公路交匯、而73號出口則與13號公路交匯。
公路之後離開大溫哥華地區，進入菲沙河谷地區。公路在亞博斯福市内路段長33公里，設有6個交匯處，當中92號出口與11號公路交匯。公路之後進入智利域市，在該市内路段長24公里並設有6個交匯處，離開智利域市後2公里與9號公路交匯。公路之後沿菲沙河南岸往東北伸延35公里，途經7個交匯處後與3號公路交匯。1號公路在此處離開高速公路路段，途經合普區中心範圍後跨越菲沙河並與7號公路交匯。（3號和5號公路在合普以東以高速公路資格往東北伸延至錦祿，在該市再度與1號公路交匯。使用3號和5號公路來回合普和錦祿比使用1號公路可節省達一個半小時的旅程，因此來回該兩點的交通主要取道前者。）

## 内陸段

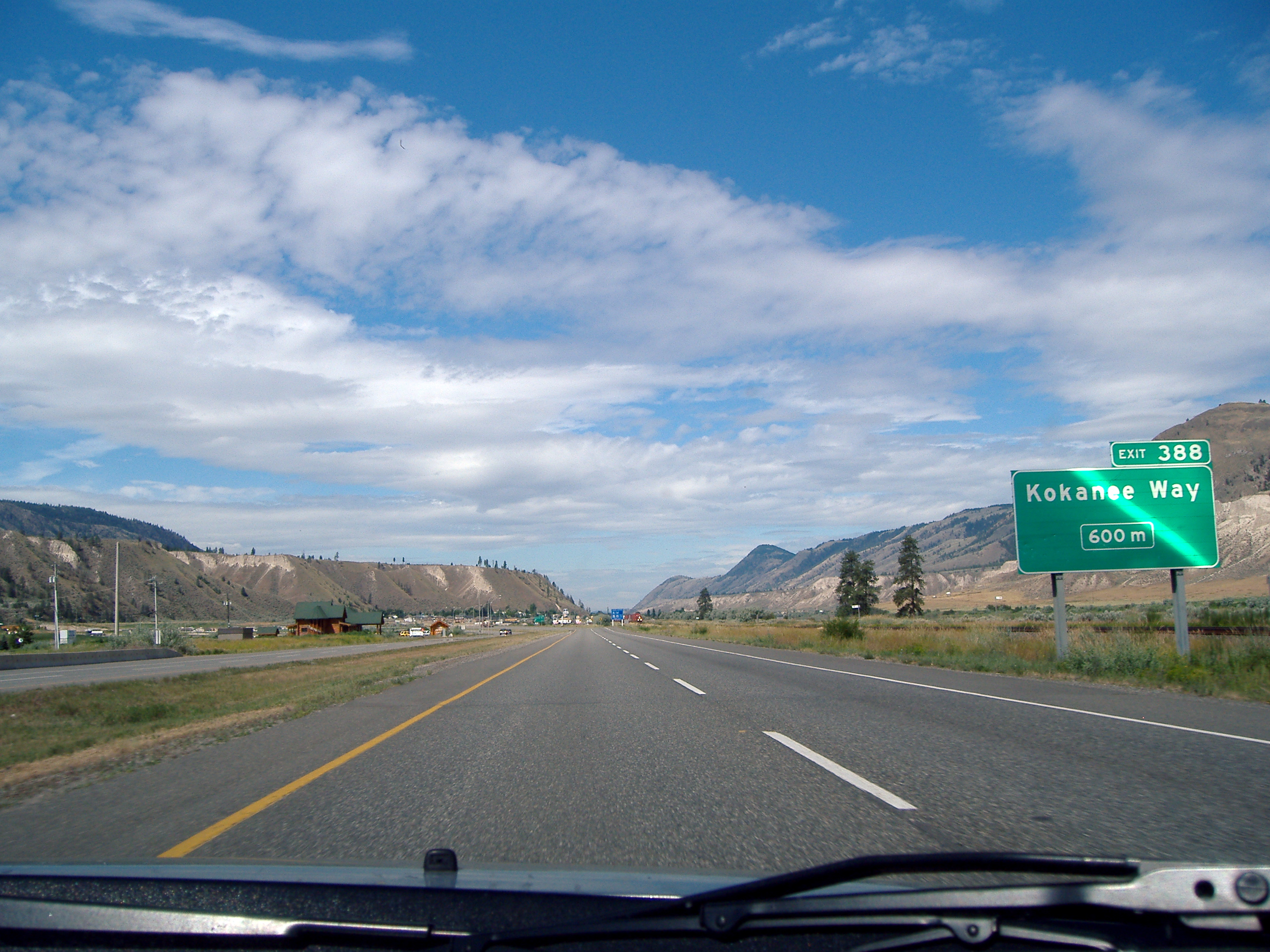
1號和97號公路在錦祿市東部的共構路段

1號公路與7號公路交匯後，沿菲沙河峽谷往北伸延106公里至列頓，在此與12號公路交匯。公路其後改沿湯普森河往東北伸延37公里，與8號公路交匯後往北伸延38公里，與97C公路交匯後再往北伸延5公里至卡士隙，並在此開始與97號公路共構。1號和97號公路的共構路段從卡士隙起往東伸延72公里，到錦祿市外圍與5號公路交匯，而1號、5號和97號公路的三重共構路段亦告開始。此三重共構路段達致高速公路資格，全長12公里，繞過錦祿市南部。5號公路在錦祿市中心以東脫離共構路段並改為跨越南湯普森河往北伸延，而1號和97號公路則繼續往東伸延至芒提隙。97號公路在此處改為往南伸延，而1號公路則繼續往東伸延82公里至沙問暗，並與97B公路交匯。
1號公路之後往東北伸延，27公里後在西卡姆斯與97A公路交匯，再往東北伸延71公里後在利維士篤與23號公路交匯。公路之後繼續往東北伸延148公里，途經利維士篤山國家公園和冰川國家公園，並離開太平洋時區進入洛磯山脈時區，在高登與95號公路交匯。公路往東伸延73公里，穿越幽鶴國家公園後再跨越躍馬山坳，抵達卑詩省和亞伯達省邊界，並在此駁上艾伯塔省1號省道。

## 外部連結
- （英文）Numbered Routes in British Columbia（页面存档备份，存于）－卑詩省運輸及基建廳網站 省級公路列表